# Ahmad Harun
Ahmad Muhammad Harun (arabisch أحمد محمد هارون, DMG Aḥmad Muḥammad Hārūn) (kurz Ahmad Harun) war 2005–2009 Staatsminister für humanitäre Angelegenheiten im Sudan, ab 2009 war er Gouverneur des Bundesstaates Dschanub Kurdufan, 2013 bis Februar 2019 Gouverneur von Schamal Kurdufan.
Er gehört zum Bargo-Stamm aus West-Darfur, ist ausgebildeter Anwalt und gehört der Nationalen Kongresspartei (NCP) an.
Er wird seit dem 27. Februar 2007 wegen Kriegsverbrechen und Verbrechen gegen die Menschlichkeit im Darfur-Konflikt im Zeitraum von August 2003 bis März 2004 vom Internationalen Gerichtshof in Den Haag gesucht. In diesem Zeitraum war er sudanesischer Innenminister. Ihm wird als Vorsitzendem des Darfur Security desk die Rekrutierung, Finanzierung und Bewaffnung der Dschandschawid-Milizen zugeschrieben, die für die meisten Verbrechen im Darfur-Konflikt verantwortlich sind.
Im März 2019 wurde Harun als Vorsitzender der NCP berufen. Im Zuge des Umsturzes im April 2019 wurde er wegen Korruption und des Todes von Demonstranten verhaftet.